# Pintadera

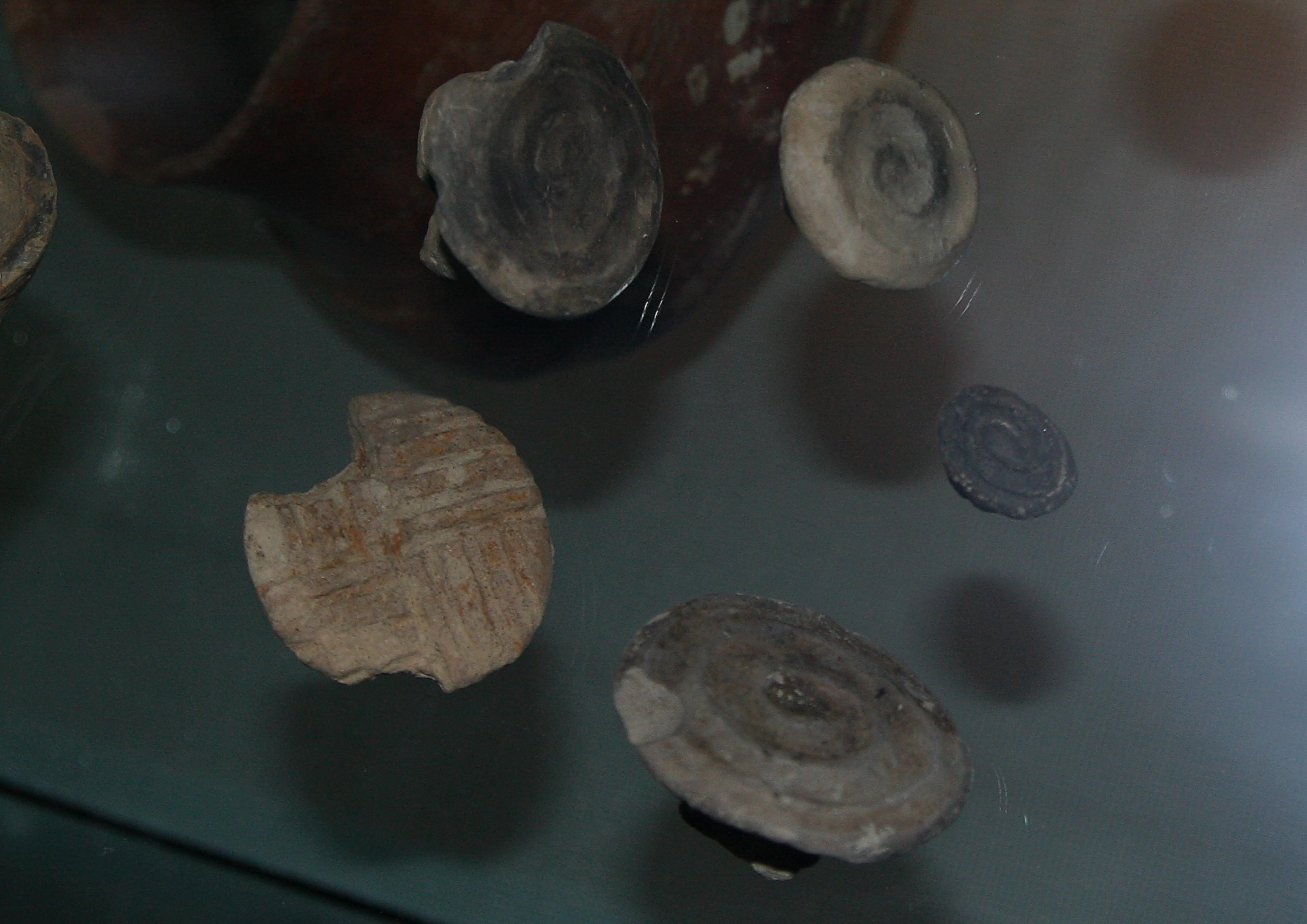
Pintadere della cultura di Cucuteni-Trypillia.

La pintadera (pl. pintadere) è un reperto archeologico in ceramica o terracotta di forma circolare, caratterizzata da un disegno geometrico usato come stampo o timbro per decorare il corpo, il pane o i tessuti.
È tipica di diverse culture preistoriche, come gli aborigeni Guanci nelle isole Canarie, della civiltà nuragica in Sardegna, della cultura dei vasi a bocca quadrata nell'Italia settentrionale e delle protopalafitte di Bad Buchau. Presentano delle affinità con le brotlaibidole dei Balcani.
Il marchio del Banco di Sardegna riprende l'immagine stilizzata di una pintadera nuragica.